# Lochriá (Réthymnon)
Lochriá, en grec moderne : Λοχριά, est un village du dème d'Amári, dans le district régional de Réthymnon de la Crète, en Grèce. Selon le recensement de 2011, la population de Lochriá compte 247 habitants.
Le village est situé à une distance de 61 km de Réthymnon, à 56 km de Héraklion et à une altitude de 580 mètres, dans une vallée au sud du massif de l'Ida.

## Recensements de la population
| Recensements | 1900 | 1920 | 1928 | 1940 | 1951 | 1961 | 1971 | 1981 | 1991 | 2001 | 2011 |
| ------------ | ---- | ---- | ---- | ---- | ---- | ---- | ---- | ---- | ---- | ---- | ---- |
| Population   | 160  | 169  | 196  | 282  | 233  | 234  | 207  | 224  | 249  | 271  | 247  |

## Source de la traduction
- (el) Cet article est partiellement ou en totalité issu de l’article de Wikipédia en grec moderne intitulé « Λοχριά Ρεθύμνου » (voir la liste des auteurs).